# Macroglossum approximans
Macroglossum approximans är en fjärilsart som beskrevs av Lucas 1891. Macroglossum approximans ingår i släktet Macroglossum och familjen svärmare. Inga underarter finns listade i Catalogue of Life.